# Uani Uma
Uani Uma (Uaniuma, Vaniuma, Wani Uma) ist ein osttimoresischer Suco im Verwaltungsamt Uatucarbau (Gemeinde Viqueque).

## Geographie

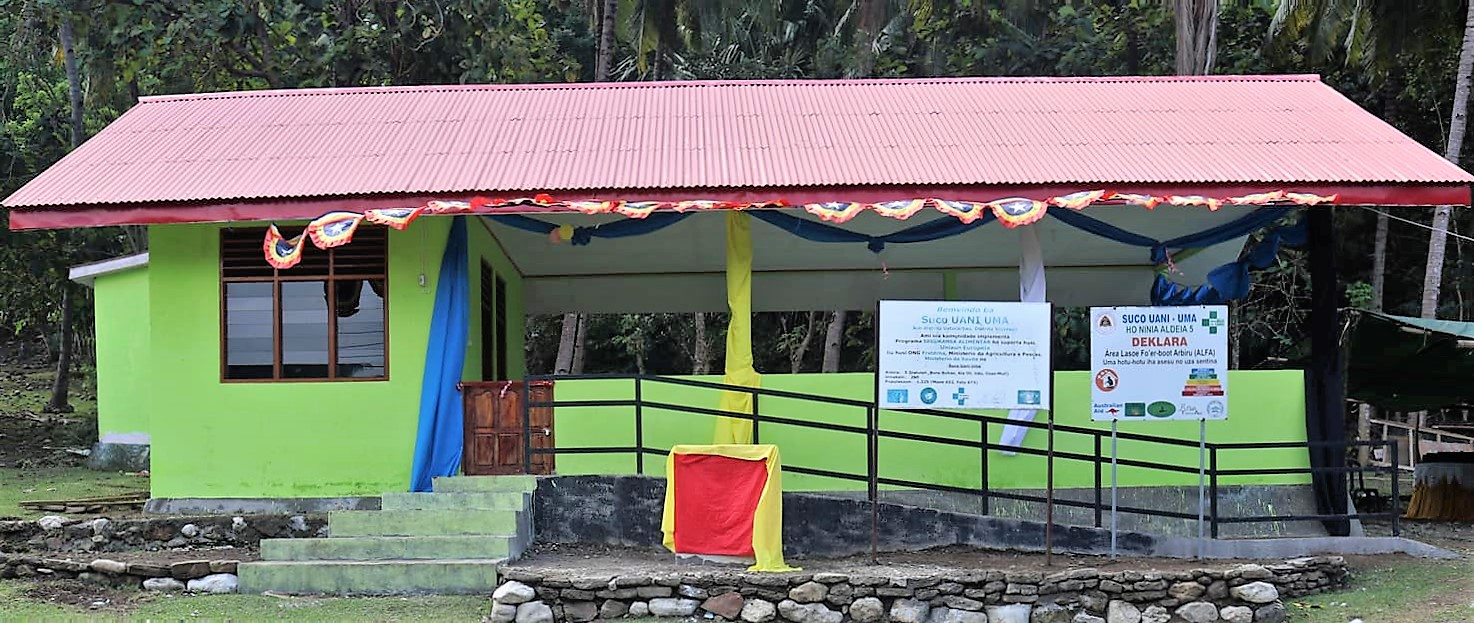
Sitz des Sucos (2022)

Vor der Gebietsreform 2015 hatte Uani Uma eine Fläche von 25,70 km². Nun sind es 26,49 km². Der Suco liegt im Südwesten des Verwaltungsamts Uatucarbau an der Timorsee. Nördlich befindet sich der Suco Afaloicai, westlich der Suco Irabin de Baixo. Im Westen grenzt Uani Uma an das Verwaltungsamt Uato-Lari mit seinem Suco Vessoru. Im Süden von Uani Uma entspringt der Fluss Molaiuai, der bald darauf in die Timorsee mündet.
Der Ort Uani Uma liegt im Süden des Sucos, auf einer Meereshöhe von 1 m. Hier befindet sich die Grundschule des Sucos, die Escola Primaria Uani Uma. Durch den Süden führt die südliche Küstenstraße, eine der wichtigsten Verkehrswege des Landes. An ihr liegen neben Uani Uma die Orte Tanalale (Tana Lale), Comaoli (Como Oli), Kapuas und Kadilale.
Im Suco befinden sich die fünf Aldeias Alaoli, Boro-Bohae, Osso-Mali, Uatoliloli und Udu.
Das heilige Haus von Uatoliloli trägt den Namen „Tanety Sorodou“ (deutsch Haus der zerbrochenen Hörner).

## Einwohner

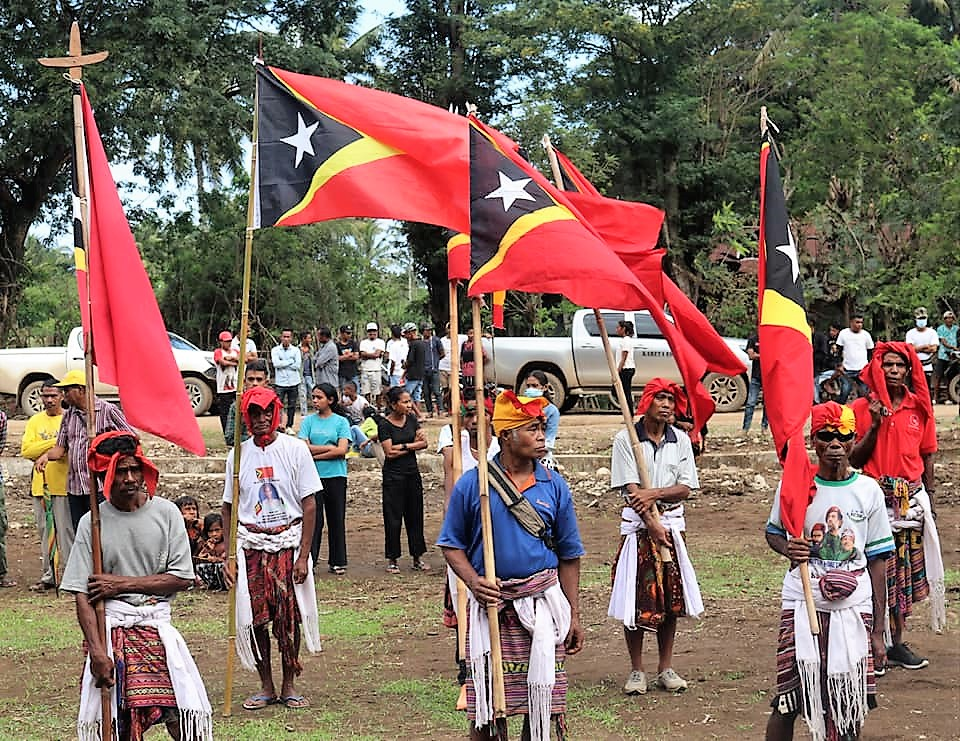
Moradores bei Feierlichkeiten

In Uani Uma leben 1.798 Einwohner (2022), davon sind 901 Männer und 897 Frauen. Im Suco gibt es 331 Haushalte. Fast 99 % der Einwohner geben Naueti als ihre Muttersprache an. Kleine Minderheiten sprechen Mambai oder Tetum Prasa.

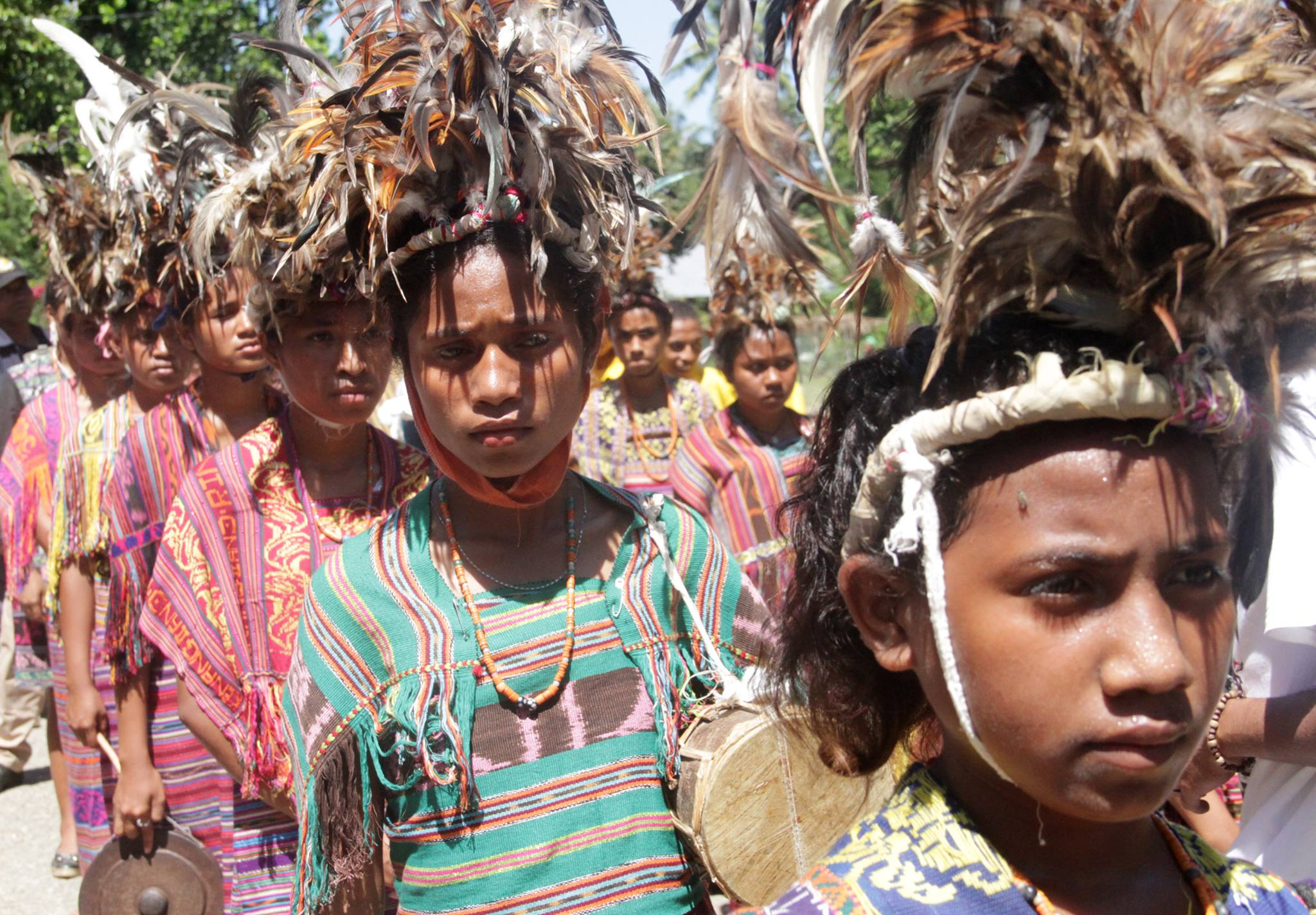
Festlicher Kopfschmuck
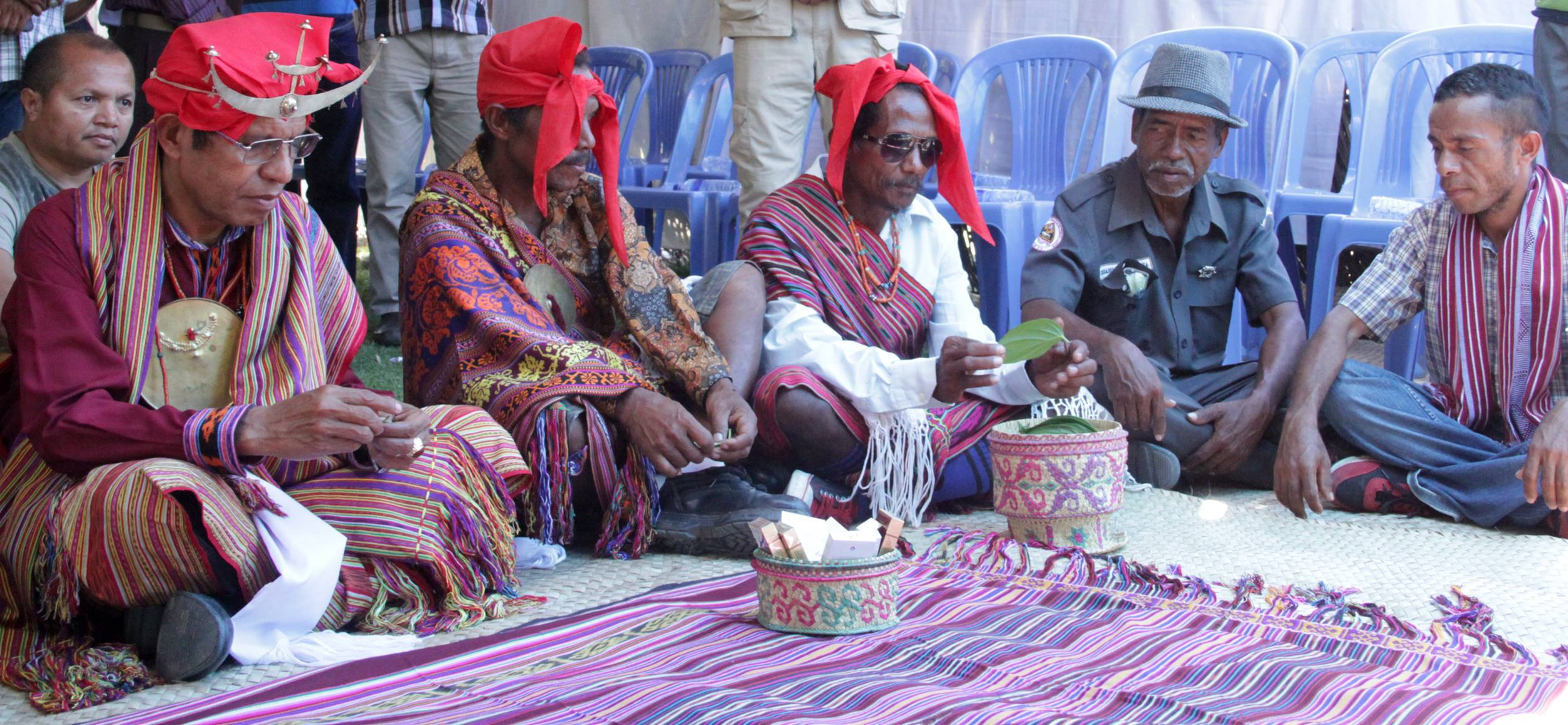
Zeremonie mit Präsident Taur Matan Ruak

## Politik

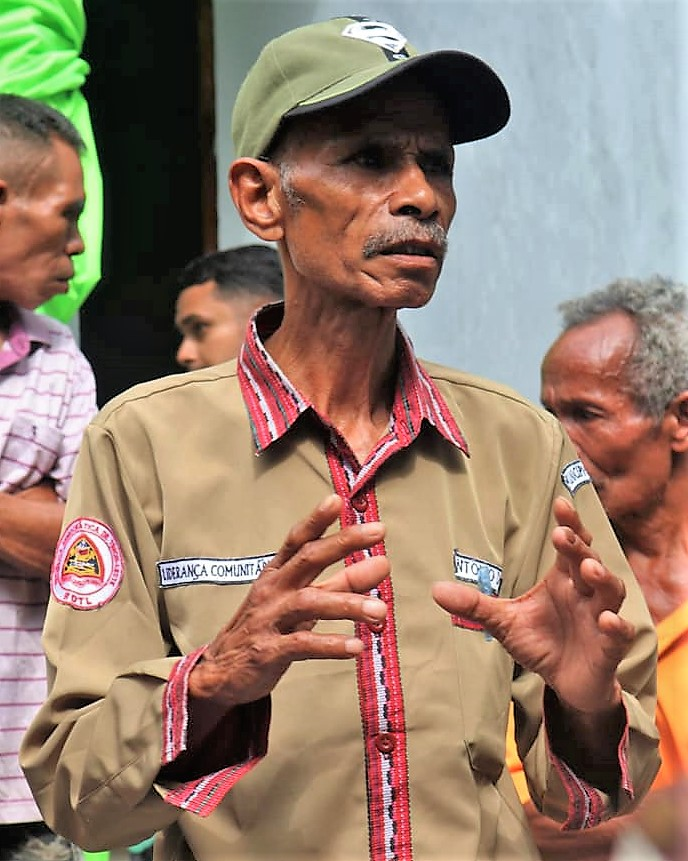
António de Jesus (2022)

Bei den Wahlen von 2004/2005 wurde Abílio Pereira zum Chefe de Suco gewählt. Bei den Wahlen 2009 gewann Bernardo da Silva Neto und 2016 António de Jesus.